# Vacas (kommun)

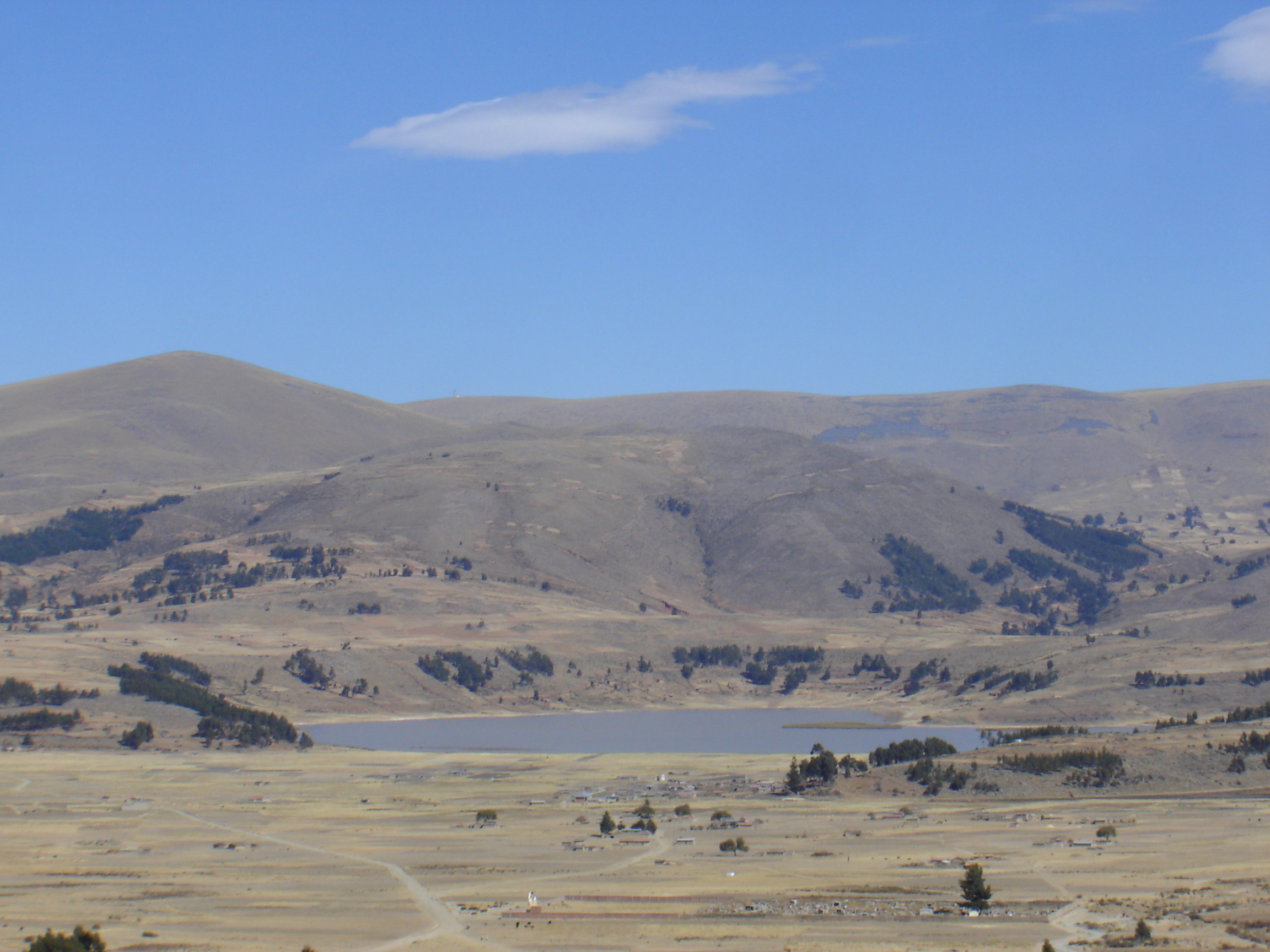
Qullpaqucha, Vacas

Vacas är en kommun  i den bolivianska provinsen Arani i departementet Cochabamba. Den administrativa huvudorten är Vacas.